# المراسیب
ال-مراسیب یک منطقهٔ مسکونی در یمن است که در استان صنعا واقع شده‌است.